# Jean Parisot de la Valette
Jean Parisot de la Valette (1494 - Malta, 21 de Agosto de 1568) nasceu em uma família nobre de Quercy. Foi Cavaleiro de São João, fazendo parte da Langue Province, e lutou com distinção contra os turcos, em Rodes. Como Grão-Mestre, Valette transformou-se no herói da Ordem e o mais ilustre líder, comandando a resistência contra os Otomanos no Cerco de Malta, em 1565, sendo considerado um dos melhores de seu tempo. Foi escolhido Grão-Mestre da ordem em 21 de Agosto de 1557.
{{JEAN PARISOT DE VALETTE 
1494 - 1568
"La Valette"
Universalmente chamado de "La Valette", ele nunca foi chamado assim durante a sua vida. Ele era simplesmente, Jean de Valette, apelidado de Parisot (O apelido Parisot, em função da sua origem, a cidade de Parisot, França). (O erro surgiu algumas décadas depois de sua morte, quando as pessoas começaram a confundi-lo com a cidade nomeada em sua homenagem a Cidade de “Valletta", hoje capital da Ilha de Malta.
Embora seu ano de nascimento seja geralmente dado em 1494, ambos os cronistas do Grande Cerco de Malta, Francisco Balbi di Correggio e Hipolito Sans, dizem que ele tinha 67 anos na época, o que implica que ele nasceu em 1498. Em sua história da Ordem de São João, o historiador do século XVIII Abbe Vertot (cuja história é amplamente baseada - mas freqüentemente confundida à anterior de Giacomo Bosio) indica que Valette tinha na verdade a mesma idade que Suleiman I e Lala Kara Mustafa Pasha (a comandante das forças terrestres otomanas), o que significaria que ele realmente tinha 70 anos na época do cerco. 
Vida pregressa
Jean Parisot de Valette nasceu provavelmente em 1494 em uma família nobre em Quercy.
A família Valette tinha sido importante na França por muitas gerações, vários membros tendo acompanhado os reis da França na Primeira, Segunda, Quarta, Quinta e Sexta Cruzadas. O avô de Jean Parisot, Bernard de Valette, era um cavaleiro e um ajudante do rei, e seu pai Guillot era um Chevallier de France. Jean Parisot era uma prima distante (através de seu ancestral mútuo Almaric de Valette) de Jean Louis de Nogaret de La Valette, primeiro duque de Épernon .
Pouco se sabe sobre o início da vida de Valette, embora ele estivesse presente durante o Grande Cerco de Rodes em 1523, e acompanhasse o Grão-Mestre Philippe Villiers de L'Isle-Adam, após a expulsão da Ordem de Rodes pelos turcos otomanos sob o sultão Suleiman, o Magnífico.
}}